# Anopheles messeae
Anopheles messeae (лат.) — вид кровососущих комаров из подсемейства малярийных (Anophelinae). Некоторыми исследователями подразделяются на два вида.

## История описания
Вид Anopheles messeae Fall длительное время рассматривался как подвид голарктического вида Anopheles maculipennis. Цитогенетические и гибридологические исследования, проведённые к концу 1980-х годов показали, что Anopheles maculipennis в Палеарктике представлен 8 видами-двойниками, одним из которых является Anopheles messeae.
Для Anopheles messeae описан полиморфизм по пяти хромосомным инверсиям, затрагивающий все 3 пары хромосом, при этом инверсионные участки хромосом распределяются среди особей неслучайно, как следовало бы ожидать при условии панмиксии и отсутствия отбора. Дальнейшие молекулярно-генетические исследования показали, что Anopheles messeae представлен парой видов.
В настоящее время на структуру Anopheles messeae существует три точки зрения, в хронологическом порядке возникновения:
1. Anopheles messeae – единый вид с обширным хромосомным полимофизмом[1];
2. Anopheles messeae состоит из двух видов, обозначенными как виды A и B, с перекрывающимися хромосомными полиморфизмами и отличающимися по высокоповторённым последовательностям ДНК и последовательностям ITS2 генов рибосомальной РНК[2][4].
3. Кроме Anopheles messeae существует вид Anopheles daciae, отличающийся от An. messeae по последовательностям ITS2 генов рибосомальной РНК[3].

Первая точка зрения часто встречается в литературе, но не способна объяснить поддержание дифференциации по молекулярным маркерам.
Вторая точка зрения наиболее разработана и обоснована, но ей не соответствуют стандартные биноминальные названия видов.
Третья точка зрения не вполне адекватна в связи с тем фактом, что видовое название Anopheles daciae относится к той же группе особей, которая изначально была описана Фаллерони как An. messeae. Вид An. daciae эквивалентен виду A.

## Ареалы
Пара видов Anopheles messeae, имеет очень обширный ареал. Он охватывает Европу и Северную Азию; а также Северо-Западный Китай и Северный Иран; отсутствует на Дальнем Востоке. Ареалы видов A и B в значительной степени перекрываются. Вид A отсутствует в восточной и северной части ареала An. messeae, но преобладает в Европейской России. В то же время, образцы, соответствующие виду B отмечены в Румынии, Великобритании, Швеции и Германии.